# ديفيد إل. إيوبانكس
ديفيد إل. إيوبانكس (بالإنجليزية: David L. Eubanks)‏ هو داعية أمريكي، ولد في 18 نوفمبر 1935.